# 모리타 다쓰야
모리타 다쓰야(일본어: 守田 達弥, 1990년 8월 3일 ~ )는 일본의 축구 선수이다. 현재 J1리그의 가시와 레이솔에서 뛰고 있다.

## 구단 경력
그는 2009년부터 J리그의 교토 상가 FC, 카탈레 도야마, 알비렉스 니가타, 마쓰모토 야마가 FC, 사간 도스, 가시와 레이솔에서 뛰었다.